# Find Your Voice
Pour plus de détails, voir Fiche technique et Distribution.
Find Your Voice (熱血合唱團, Re xue he chang tuan) est un film dramatique hongkongais co-écrit et réalisé par Adrian Kwan et sorti en 2020 à Hong Kong. Andy Lau y incarne un ancien chef d'orchestre de renommée internationale résidant aux États-Unis et qui retourne à Hong Kong pour diriger une chorale composée d'élèves difficiles,.

## Synopsis
Fung Sun-hei est un jeune NEET typique bien connu, qui a un tempérament coléreux et des piètres résultats scolaires. Un jour, il a des ennuis après avoir causé d'importants dégâts à son lycée. Cependant, le directeur Lo (Lowell Lo) lui donne une dernière chance de se racheter en participant au programme « Trouvez votre voix », un projet qui consiste à former une chorale de musique classique composé de trois étudiants du groupe 3 qui vont suivre une formation spéciale de neuf mois pour participer ensuite à la compétition de chœurs inter-collégiaux. Au dos du mur, Sun-hei accepte à contrecœur l'offre. De manière inattendue, le célèbre chef d'orchestre américain d'origine hongkongaise Yim Chi-long (Andy Lau), surnommé l'« instructeur au sang-de-fer » de l'industrie de la musique, qui vit dans l'isolement depuis un an, revient à Hong Kong pour être le chef d'orchestre du chœur.

## Fiche technique
- Titre original : 熱血合唱團
- Titre international : Find Your Voice
- Réalisation : Adrian Kwan
- Scénario : Adrian Kwan et Hannah Cheung
- Production : Andy Lau
- Société de production : Focus Group Holdings Limited, Polybona Films
- Société de distribution : Distribution Workshop et A Really Happy Film
- Pays d'origine :  Hong Kong
- Langue originale : cantonais
- Format : couleur
- Genre : drame
- Dates de sortie :
  -  Hong Kong : 26 novembre 2020

## Distribution
- Andy Lau : Yim Chi-long
- Loletta Lee
- Eddie Kwan
- Lowell Lo : le directeur Lo
- Hugo Ng : un chancelier
- Wan Yeung-ming (en) : un parent

## Production
Find Your Voice est principalement tourné à Hong Kong et partiellement aux États-Unis. Lau, qui interprète un chef d'orchestre pour la première fois de sa carrière, demande conseil à un vrai chef d'orchestre afin de représenter de manière convaincante le rôle. La production du film se termine en mars 2017,,.